# فرشته متأسف
فرشته متأسف (به فرانسوی: "Plaire, aimer et courir vite") نام یک فیلم درام فرانسوی به کارگردانی کریستف اونوره محصول ۲۰۱۸ است. این فیلم برای رقابت در کسب نخل طلا هفتاد و یکمین جشنواره فیلم کن انتخاب شد.

## داستان
داستان درباره‌ روابط عاشقانه آرتور یک دانشجوی اهل بریتانی و ژاکتی یک نویسنده ۳۹ ساله در پاریس است.

## بازیگران
- ونسان لاکوست در نقش آرتور
- پیر دولادونشا در نقش ژاکوس
- دنیس پودالیدس در نقش متئو